# A Race with Time
A Race with Time è un cortometraggio muto del 1912 diretto da Kenean Buel (o da Edmund Lawrence) e prodotto dalla Kalem Company. Distribuito in sala dalla General Film Company il 9 dicembre 1912, il film era interpretato da Tom Moore e da Alice Joyce.

## Produzione
Prodotto dalla Kalem Company.

## Distribuzione
Distribuito dalla General Film Company, il film - un cortometraggio di 265 metri - uscì nelle sale cinematografiche USA il 9 dicembre 1912. Nelle proiezioni, veniva programmato con il sistema dello split reel, accorpato in un'unica bobina con un altro cortometraggio prodotto dalla Kalem, Conway, the Kerry Dancer.
Copia della pellicola viene conservata negli archivi londinesi del National Film and Television Archive.